# El viejo fusil
El viejo fusil es una película franco-alemana de 1975, del género drama bélico, dirigida por Robert Enrico. Protagonizada por Philippe Noiret y Romy Schneider en los papeles principales. Ganadora de tres Premios César: a la Mejor película,  al Mejor actor (Philippe Noiret) y a la Mejor música. Recibió en 1985 el premio   César de Césars, solo otorgado en dos oportunidades - a esta película, y a Cyrano de Bergerac.

## Sinopsis

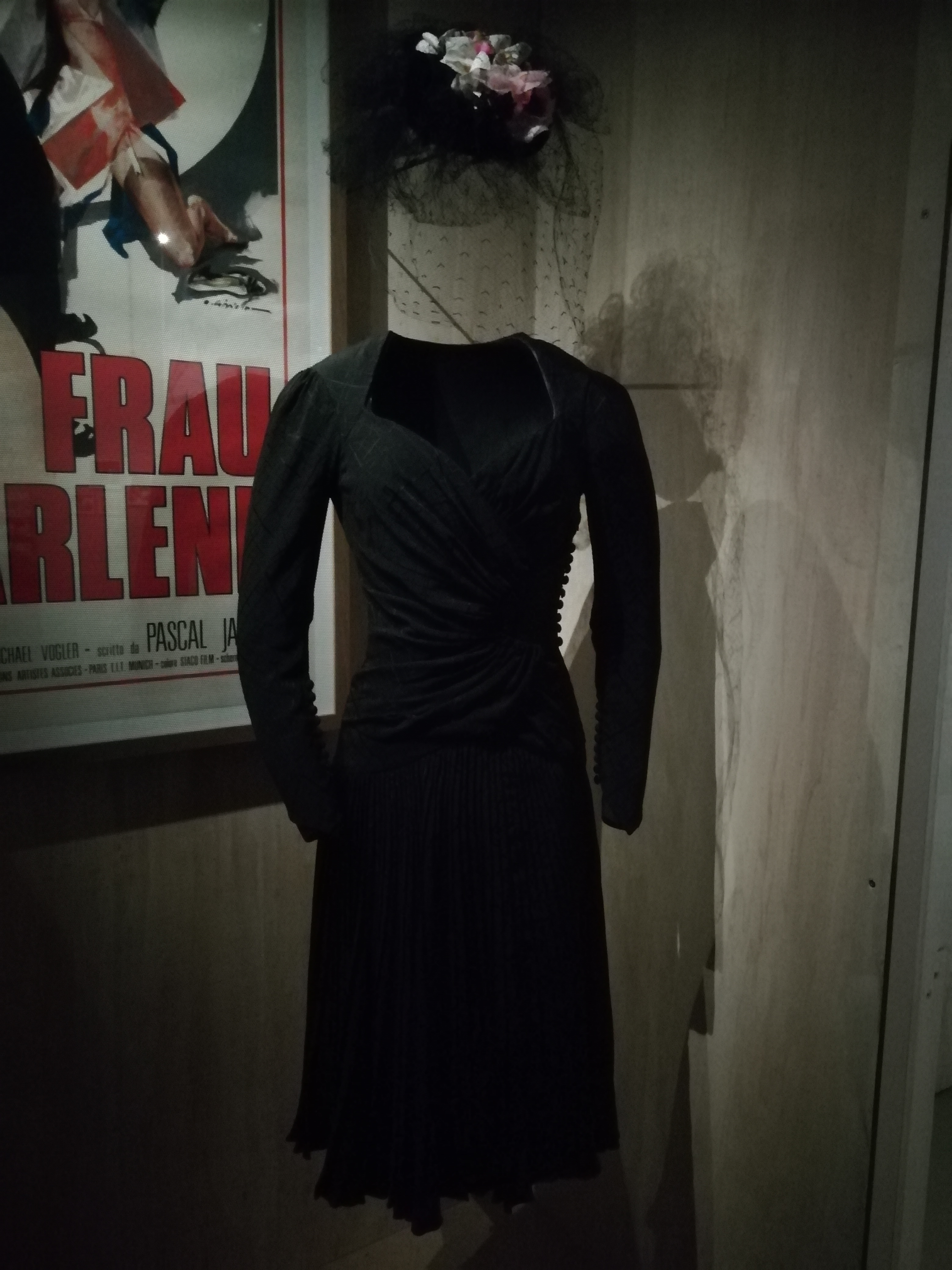
Vestido de Romy Schneider en la película

Esta  producción franco-alemana está inspirada en un trágico episodio de la Segunda Guerra Mundial conocido como  la matanza de Oradour-sur-Glane. Sucede en 1944, durante la Segunda Guerra Mundial, en un pueblo rural del sudoeste de Francia, vive Julien Dandeu (Philippe Noiret), un médico cirujano, pacifista y humanista convencido; junto a su esposa Clara (Romy Schneider) y su hija Florence (Catherine Delaporte), nacida de un matrimonio anterior, que son la luz de su vida. Simpatizante de la Resistencia, ayuda discretamente a los heridos en el hospital y está en la mira de los colaboracionistas del pueblo, la Milicia Francesa.
Preocupado por las noticias de que una sección de la división SS Das Reich, se encuentra en la región, camino a Normandía para sumarse a la defensa del desembarco aliado; envía a su mujer y a su hija a que se refugien en una propiedad familiar cercana, para alejarlas del peligro. A la semana siguiente decide visitarlas. Para su desgracia, al llegar, se encuentra con la división SS estacionada en la propiedad. Se oculta, y es testigo de la masacre bestial de todos los habitantes de los alrededores, y de la horrible muerte de su mujer y su hija. Destruido, lleno de dolor y odio, el médico pacifista y humanista se transforma y se convierte en una máquina mortífera. Conocedor de los pasajes secretos de la propiedad, se arma de un viejo fusil de caza perteneciente a su padre y comienza a matar metódicamente, uno por uno, a los asesinos de sus seres queridos, que aún estaban estacionados allí, eliminándolos a todos en su venganza.